# جیانی روسی
جیانی روسی (انگلیسی: Gianni Rossi؛ زادهٔ ۱۴ اکتبر ۱۹۳۶) بازیکن فوتبال اهل ایتالیا است.
از باشگاه‌هایی که در آن بازی کرده‌است می‌توان به باشگاه فوتبال یوونتوس، باشگاه فوتبال ونتزیا، و باشگاه فوتبال باری اشاره کرد.